# Frederickena
Frederickena és un gènere d'ocells de la família dels tamnofílids (Thamnophilidae) que principalment agrupa tres espècies natives de les selves de la conca de l'Amazones i de l'escut guianès, on es distribueixen des del sud-est de Colòmbia, est de l'Equador, sud-est de Veneçuela i Guaiana, fins a l'est del Perú, nord de Bolívia i sud-oest de l'Amazònia brasilera. Als membres se'ls coneix pel nom comú de bataràs.

## Etimologia
El nom genèric femení Frederickena commemora l'explorador britànic Frederick Vavasour McConnell (1858–1914).

## Característiques
Els bataràs d'aquest gènere són ocells grossos, mesuren entre 20,5 i 23 cm de longitud, de cues relativament curtes, caps amb cresta i de becs poderosos, que habiten en el sotabosc de selves humides, pel que són difícils de veure i la densitat de les poblacions és molt baixa.

## Taxonomia
Segons la Classificació del Congrés Ornitològic Internacional (versió 14.2, 2024) i la ebird/Clements Checklist-2024 aquest gènere està format per tres espècies:
- Frederickena viridis - batarà gorjanegre.
- Frederickena fulva - batarà rogenc.
- Frederickena unduliger - batarà ondulat.

L'espècie F. fulva era tractada anteriorment com coespecífica amb F. unduliger, però els treballs de Isler et al 2009 van indicar que havia de ser considerada com a espècie separada, sobre la base de les diferències vocals; la separació va ser aprovada en la Proposada N° 431 al Comitè de Classificació de Sud-amèrica (SACC).
Tanmateix, el Handbook of the Birds of the World/Birdlife International segueixen considerant F. fulva una subespècie de F. unduliger (F. u. fluva)